# Церковь Святого Доната
Церковь Святого Доната (хорв. crkva Sv. Donata) — церковь в хорватском городе Задар, построенная в начале IX века.

## История
Впервые церковь упоминается в историческом трактате «Об управлении империей», написанным византийским императором Константином VII Багрянородным в середине X века. Согласно легенде церковь изначально названная в честь Святой Троицы была построена в начале IX века по указанию епископа Доната Задарского. Церковь построенная в традициях религиозной архитектуры ранневизантийского периода расположена в историческом центре города Задар, где ранее располагался древний форум, фрагменты которого находят под фундаментом церкви и по сей день.
В XV веке церковь сменила своё название, отныне она стала носить не имя Святой Троицы, а её основателя Святого Доната. В 1798 году в здании церкви были прекращены богослужения, а спустя время оно было передано в ведение Археологического музея Задара, работники которого организовали в церкви экспозицию предметов старины, просуществовавшую в стенах древнего храма вплоть до 1954 года. Всё последующее время храм использовался как площадка для выступления музыкантов.

## Архитектура
Согласно легенде, прообразом для церкви в Задаре послужила Капелла Карла Великого в немецком Ахене. По окончании строительства церковь стала частью епископального комплекса Задара, так как она расположилась между епископским дворцом и Соборной базиликой. Здание представляет собой круглое основание с тремя апсидами на восточной стороне и притвором на западе. Ряд пилонов и колонн, несущих арки и своды, делит пространство на круглое ядро и три галереи в южную пристройку, снесённую в 1930 году.

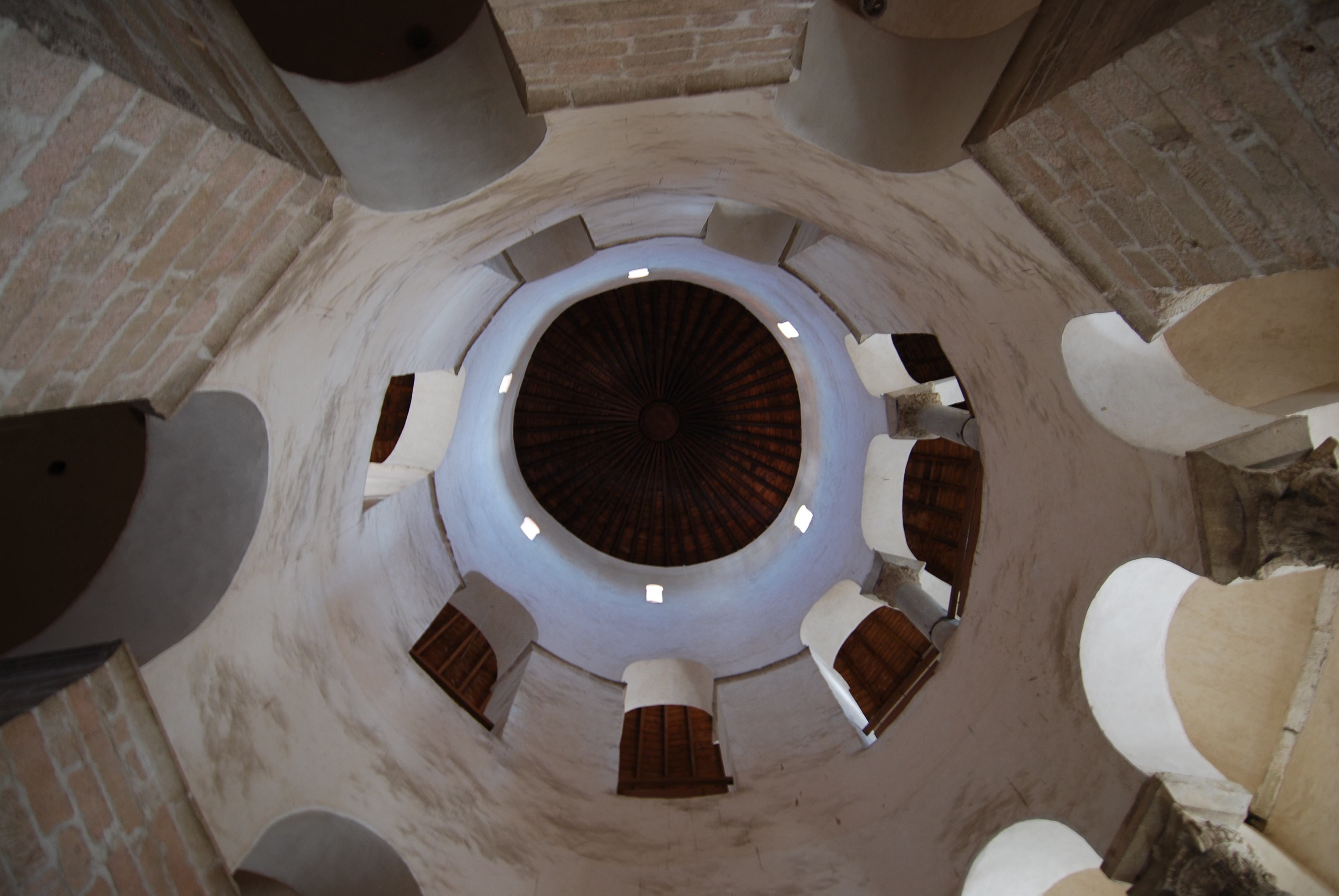
Вид изнутри на купол храма
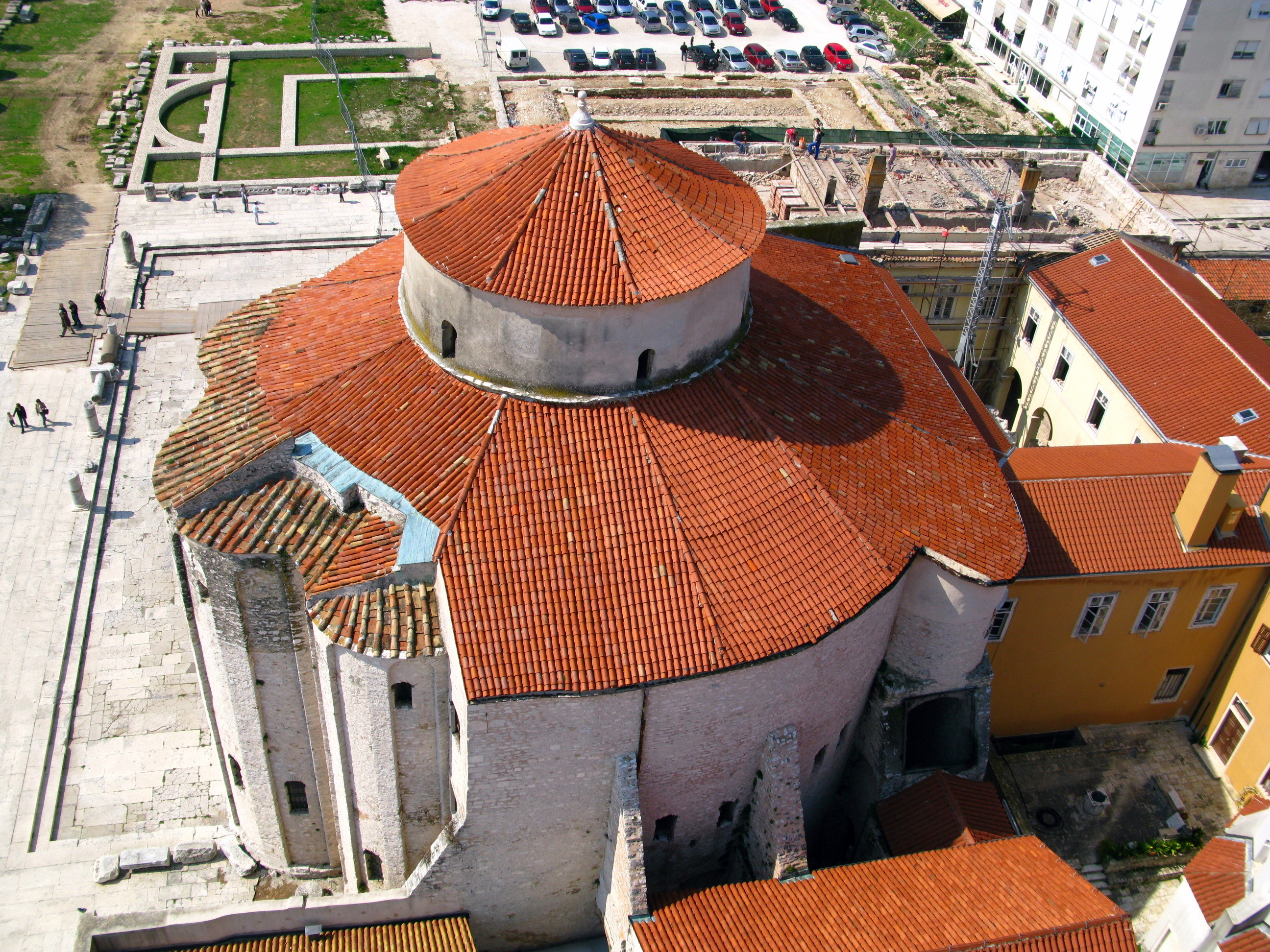
Панорама
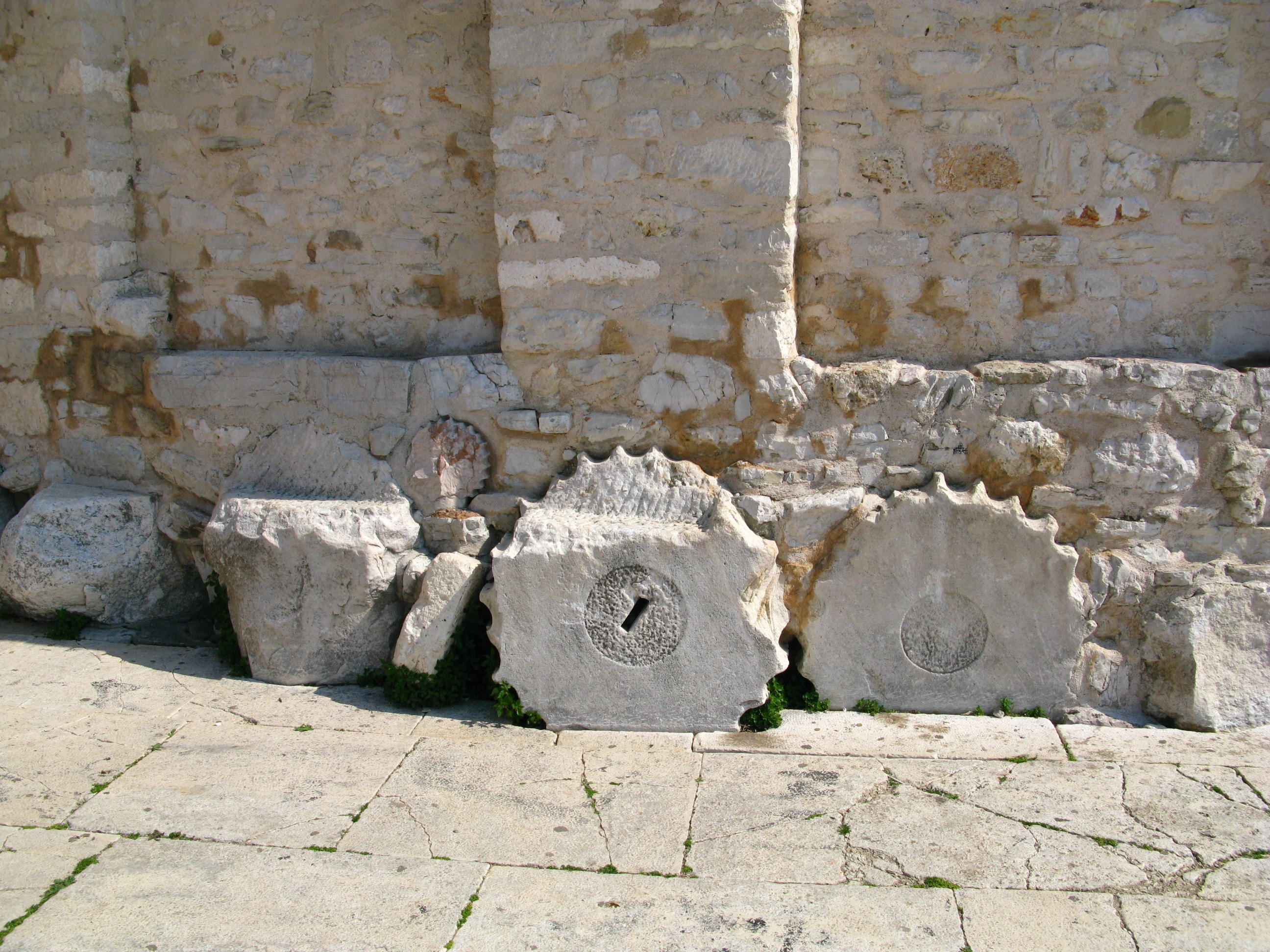
Артефакты во дворе
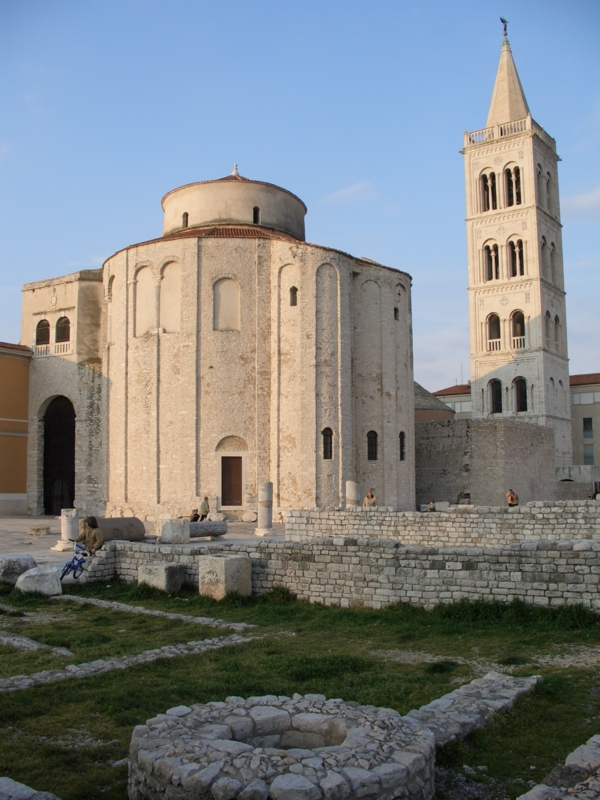
Вид на Форум перед церковью с колокольней